# Амакуэка
Амакуэка (исп. Amacueca) — посёлок в Мексике, в штате Халиско, входит в состав одноимённого муниципалитета и является его административным центром. Численность населения, по данным переписи 2020 года, составила 3025 человек.

## Этимология
Название Amacueca с языка науатль можно перевести по разному: место у волн лагуны, или место вдали от лагуны, или место амате.

## История
Поселение было основано в доиспанский период.
С 1490 по 1510 в его окрестностях тараски вели войну за солончаки, но потерпели поражение.
В 1522 году регион был покорён конкистадорами во главе с Алонсо де Авалосом и Хуаном Альваресом Чико, а поселение было включено в провинцию Авалос.
В 1535 году монах Хуан де Падилья начал евангелизацию местного населения.
В 1547 году монах-францисканец Симон де Бруселас начал строительство монастыря.
В 1718 году началось строительство церкви Иисуса Христа.
В сентябре 1877 года Амакуэка становится административным центром одноимённого муниципалитета.

## География
Посёлок расположен в 95 км к югу от столицы штата, города Гвадалахара, на региональной автодороге 401, вблизи озера Саюла.

## Население
| Год  | Численность | Численность |
| ---- | ----------- | ----------- |
| 2000 | 2882        | [ 7 ]       |
| 2010 | 2875        | [ 8 ]       |
| 2020 | 3025        | [ 9 ]       |